# Pártos és Társa

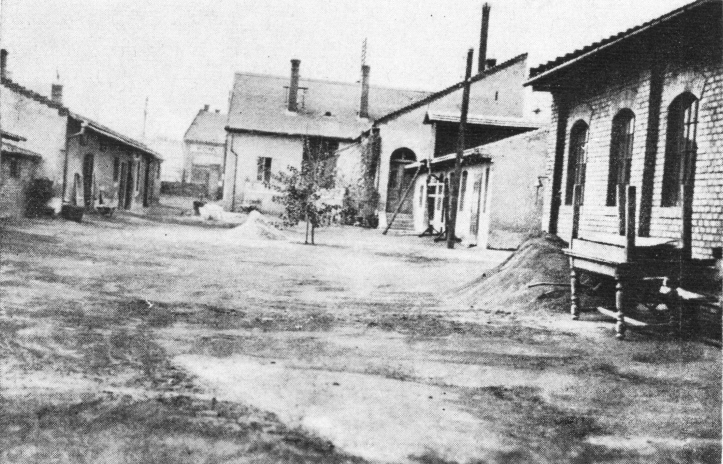
A Pártos és Társa cég udvara az 1930-as években

A Pártos és Társa cég megalakulásáról annyi ismeretes, hogy 1918-ban telepítette át a Budapest VII. kerület József főherceg utcai műhelyét Kispestre az Üllői út 78. szám alá. Pártos felismerte a feszmérők gyártásában rejlő üzleti lehetőségeket, de pénz hiányában nem tudott elsőként megjelenni termékeivel a piacon. Mivel nem rendelkezett kellő tőkével, így licencvásárlásra nem gondolhatott, mint például az EKA. Az új Üllői úti műhely 1000 négyszögöles területe biztosította a későbbi bővítések lehetőségét. A bejárati, utcai fronton helyezték el az irodákat, az udvar egyik szárnyán állt a műhely, míg az árukat fészerben tárolták. A második műhelyt az 1930-as években építették meg.

## Gyártmányok
A gyártmányválaszték jelentősen kibővült. Gyártottak különféle ipari hőmérőket, (a lázmérők kivételével) oxigénpalackok mérőműszereit, szénsavhoz és oxigénhez való reduktorokat, vágó- és hegesztő pisztolyokat. Ezen túlmenően vízórák javításával is foglalkoztak.
Szállítottak a Röck Gépgyárnak, az Oxygén és Dissous Gyárnak, a Ganznak, a Ganz és Társa-Danubius Villamossági-, Gép-, Waggon- és Hajógyár Rt.-nek, az Egyesült Izzónak, likőr- és szeszgyáraknak, textilgyáraknak stb.

## Fejlődése és megszűnése
A vállalkozás létszáma lassan, de folyamatosan bővült. A II. világháború éveiben már elérte az 50-52 főt. A munkások zöme kispesti volt zömében saját nevelésű. A háború éveiben a családi üzemet is bekapcsolták a haditermelésbe. Alvállalkozóként ugyanazokat a termékeket gyártották, lényegesen nagyobb mennyiségben. A fővállalkozó a Weiss Manfréd és a Dunai Repülőgépgyár volt.
A nyilas hatalomátvétel után a gyártulajdonost Auschwitzba deportálták.
A cég 1949-ben, annak államosításakor beolvadt a Mechanikai Mérőműszerek Gyárába